# Драгољуб Кажић
Драгољуб Кажић (Шабац, 8. април 1922 — Београд, 6. јун 1999) био је српски академски сликар, графички дизајнер, уметник-фотограф, професор фотографије, фотографски писац. 
Дипломирао је 1946. на сликарском одсеку Академије ликовних уметности у Београду у класи проф. Недељка Гвозденовића. Магистрирао 1948. Професор Академије (доцније Факултета) примењених уметности у Београду за предмет Фотографија од 1968. до 1987. Био шеф катедре Атељеа за фотографију.

## Дела
Остварио је многобројна дела, од фотографија и плаката до насловних станица часописа и књига, а многа су и награђена на сајмовима књига у Београду и Москви ("Мала монографија уметности“, 1968; „Уметничко благо Југославије“, 1970; „Маске света“, 1971; „Уметност наивних“, 1972; и друге). Поред тема из примењене фотографије Кажић је био заинтересован и за позориште, ведуте и пејзаже а знатно је допринео и представљању старих фотографских техника. Један мање запажен, али не и мање значајан део опуса остварио је као сарадник Српске академије наука и уметности, снимивши велики број фотографских портрета академика, али и личности из српске науке и културе. Као стручни писац, поред посебних издања, више књига универзитетског карактера, објављивао је стручне чланке о историји светске фотографије XIX века, техници и технологији фотографије.

## Одлике рада и дела
Вишеструко суделујући у обликовању српске примењене уметности друге половине двадесетог века, Кажић је деловао у више ликовних дисциплина, а највише у примењеној уметности – сликарству, графичком обликовању и фотографији, не само ако стваралац него, још више, као писац и педагог. У тренутку када је фотографија у Србији имала само два нивоа – занатски и аматерски – подухватио се тешког задатка да успостави и трећи – академски. Увео је 1968. године предмет Фотографија на Академији примењених уметности у Београду, затим је исти предмет програмски утемељио, и покренуо, у Школи за индустријско обликовање у Београду, као и на Академијама уметности у Новом Саду, Приштини и на Цетињу, у Црној Гори. Заложио се да се установе последипломске студије фотографије, прве у Србији, које је он водио на Факултету примењених уметности и дизајна до краја живота. У областима којима се као уметник највише бавио, Кажић је дао значајан допринос. Међу првима је усвојио фотографију као елемент графичког обликовања и на том пољу оставио снажан печат.